# Symfonie nr. 4 (Kaipainen)
Jouni Kaipainen voltooide zijn Symfonie nr. 4 "Commedia" in 2009. Datzelfde jaar vond de première plaats in Tampere door het Filharmonisch Orkest van Tampere onder leiding van Hannu Lintu. Soile Isokosi (sopraan) en Jaakko Kortekangas zongen de solopartijen in een bad van het Polytech-koor uit Helsinki. Kaipainen haalde zijn inspiratie uit de La divina commedia van Dante Alighieri.  
Deze vierde symfonie is een van de grootschaligste werken van de Fin. Het is geschreven voor:
- sopraan, bariton
- mannenkoor
- 4 dwarsfluiten, 3 hobo’s, 4 klarinetten, 3 fagotten
- 6 hoorns, 4 Wagnertubas, 4 trompetten, 3 trombones, 1 tuba
- pauken, 4 man/vrouw percussie, 2 harpen, piano en celesta
- violen, altviolen, celli, contrabassen.

Daarna kwam de opdracht van YLE om een werk te schrijven. In plaats van een nieuw werk leverde Kaipainen een twintig minuten kortere versie in. Hannu Lintu gaf op 15 december 2010 leiding aan het Radiosymfonieorkest van Finland met als solisten Helena Juntunen (sopraan) en Jaakko Kortekangas, het koor bleef Polytech.